# Discodoris
Discodoris es un género de moluscos nudibranquios de la familia Discodorididae.

## Diversidad
El género Discodoris’ incluye un total de 11 especies descritas: 
- Discodoris boholiensis Bergh, 1877
- Discodoris cebuensis Bergh, 1877
- Discodoris ghanensis Edmunds, 2011
- Discodoris punctifera Abraham, 1877
- Discodoris purcina Ev. Marcus & Er. Marcus, 1967
- Discodoris rosi Ortea, 1979
- Discodoris sauvagei  (Rochebrune, 1881)
- Discodoris schmeltziana Bergh, 1880
- Discodoris stellifera Ihering in Vayssière, 1904
- Discodoris turia Burn, 1969
- Discodoris voniheringi MacFarland, 1909

- Discodoris edwardsi Vayssière, 1902 (species inquirenda))
- Discodoris alba White, 1952 (nomen dubium)
- Discodoris amboynensis Bergh, 1890 (nomen dubium)
- Discodoris concinniformis Bergh, 1888 (nomen dubium)
- Discodoris patriziae Perrone, 1991 (nomen dubium)
- Discodoris rubens Vayssière, 1919 (nomen dubium)
- Discodoris sordii Perrone, 1990 (nomen dubium)

Especies cuyo nombre ha dejado de ser aceptado por sinonimia:
- Discodoris achroma Valdés, 2001: aceptado como Montereina achroma (Valdés, 2001)
- Discodoris atromaculata   (Bergh, 1880): aceptado como Peltodoris atromaculata  Bergh, 1880
- Discodoris aurila Marcus & Marcus, 1967: aceptado como Montereina aurila  (Marcus & Marcus, 1967)
- Discodoris branneri MacFarland, 1909: aceptado como  Montereina branneri  (MacFarland, 1909)
- Discodoris cavernae Starmühlner, 1955: aceptado como  Paradoris indecora  (Bergh, 1881)
- Discodoris coerulescens Bergh, 1888: aceptado como Montereina coerulescens  (Bergh, 1888)
- Discodoris concinna Alder & Hancock, 1864: aceptado como Montereina concinna  (Alder & Hancock, 1864)
- Discodoris confusa Ballesteros, Llera & Ortea, 1985: aceptado como Tayuva lilacina  (Gould, 1852)
- Discodoris crawfordi Burn, 1969: aceptado como  Rostanga crawfordi  (Burn, 1969)
- Discodoris dubia Bergh, 1904: aceptado como  Paradoris dubia  (Bergh, 1904)
- Discodoris egena Bergh, 1904: aceptado como Paradoris dubia  (Bergh, 1904)
- Discodoris erubescens Bergh, 1884: aceptado como Montereina erubescens  (Bergh, 1884)
- Discodoris evelinae Marcus, 1955: aceptado como Montereina branneri  (MacFarland, 1909)
- Discodoris fragilis Alder & Hancock, 1864: aceptado como Sebadoris fragilis  (Alder & Hancock, 1864)
- Discodoris fulva O'Donoghue, 1924: aceptado como Geitodoris heathi  (MacFarland, 1905)
- Discodoris golaia Marcus & Marcus, 1966: aceptado como Montereina golaia (Marcus & Marcus, 1966)
- Discodoris heathi MacFarland, 1905: aceptado como Geitodoris heathi (MacFarland, 1905)
- Discodoris hedgpethi Marcus & Marcus, 1960: aceptado como Montereina branneri  (MacFarland, 1909)
- Discodoris indecora Bergh, 1881: aceptado como Paradoris indecora  (Bergh, 1881)
- Discodoris ketos Ev. & Er. Marcus, 1967 : aceptado como Tayuva lilacina  (Gould, 1852)
- Discodoris lilacina Gould, 1852: aceptado como Tayuva lilacina (Gould, 1852)
- Discodoris liturata Bergh, 1905: aceptado como Paradoris liturata (Bergh, 1905)
- Discodoris lora Marcus, 1965: aceptado como Paradoris lora  (Marcus, 1965)
- Discodoris lutescens Bergh, 1905: aceptado como Rostanga lutescens  (Bergh, 1905)
- Discodoris maculosa Bergh, 1884: aceptado como Tayuva lilacina  (Gould, 1852)
- Discodoris mavis Marcus & Marcus, 1967: aceptado como Geitodoris mavis  (Marcus & Marcus, 1967)
- Discodoris meta Bergh, 1877: aceptado como Discodoris boholiensis Bergh, 1877
- Discodoris millegrana Alder & Hancock, 1854: aceptado como Aporodoris millegrana  (Alder & Hancock, 1854)
- Discodoris modesta Bergh, 1877: aceptado como Montereina modesta  (Bergh, 1877)
- Discodoris morphaea Bergh, 1877: aceptado como Sebadoris fragilis  (Alder & Hancock, 1864)
- Discodoris mortenseni Ev. Marcus & Er. Marcus, 1963: aceptado como Montereina mortenseni  (Ev. Marcus & Er. Marcus, 1963)

- Discodoris muta Bergh, 1877: aceptado como Montereina muta  (Bergh, 1877)
- Discodoris notha Bergh, 1877: aceptado como Montereina notha  (Bergh, 1877)
- Discodoris notiperda Risbec, 1956: aceptado como Sebadoris fragilis  (Alder & Hancock, 1864)
- Discodoris opisthidia Bergh, 1877: aceptado como Montereina opisthidia  (Bergh, 1877)
- Discodoris pallida Baba, 1937: aceptado como Montereina pallida  (Baba, 1937)
- Discodoris palma Allan, 1933: aceptado como  Tayuva lilacina   (Gould, 1852)
- Discodoris paroa Burn, 1969: aceptado como Montereina paroa  (Burn, 1969)
- Discodoris phoca Ev. Marcus & Er. Marcus, 1967: aceptado como Montereina phoca  (Ev. Marcus & Er. Marcus, 1967)
- Discodoris planata(Alder & Hancock): aceptado como Geitodoris planata (Alder & Hancock, 1846)
- Discodoris porri Vérany, 1846: aceptado como Paradoris indecora  (Bergh, 1881)
- Discodoris tema Edmunds, 1968: aceptado como Geitodoris tema  (Edmunds, 1968)
- Discodoris vanikoro Pruvot-Fol, 1934: aceptado como Sebadoris fragilis (Alder & Hancock, 1864)
- Discodoris wetleyi Allan, 1932: aceptado como Jorunna funebris  (Kelaart, 1859)